# Saint-Girod
Saint-Girod is een Franse plaats en voormalige gemeente in het departement Savoie in de regio Auvergne-Rhône-Alpes en telt 421 inwoners (1999). De plaats maakt deel uit van het arrondissement Chambéry.

## Geschiedenis
Saint-Girod maakte deel uit van het kanton Albens tot dit op 22 maart 2015 werd opgeheven en de gemeenten werden opgenomen in het op die dag gevormde kanton Aix-les-Bains-1. Op 1 januari 2016 fuseerde de gemeente met Albens, Cessens, Épersy, Mognard en Saint-Germain-la-Chambotte tot de commune nouvelle Entrelacs.

## Geografie
De oppervlakte van Saint-Girod bedraagt 6,3 km², de bevolkingsdichtheid is 66,8 inwoners per km².
De onderstaande kaart toont de ligging van Saint-Girod met de belangrijkste infrastructuur en aangrenzende gemeenten.

## Demografie
Onderstaande figuur toont het verloop van het inwonertal.
Albens · Cessens · Épersy · Mognard · Saint-Germain-la-Chambotte · Saint-Girod